# Maroncelli-Pellico-Prozess
Der Maroncelli-Pellico-Prozess (italienisch Processo Pellico-Maroncelli) war ein berühmtes Gerichtsverfahren, das 1821 im Königreich Lombardo-Veneto im österreichischen Kaiserreich gegen Piero Maroncelli (1795–1846), Silvio Pellico (1789–1854) und weitere Angeklagte aus der Gruppe um die Zeitschrift Il Conciliatore (dt.: Der Versöhner) geführt wurde, deren Mitglieder größtenteils wegen ihrer Zugehörigkeit zur Carboneria – d. h. wegen anti-österreichischer Verschwörung – 1820 verhaftet wurden.

Eine Landkarte des Königreichs Lombardo-Venetien (ca. 1815, nach dem Wiener Kongress: Deutsche Bund dunkelgrau, Kaisertum Österreich hellgrün.)

Die Vorgeschichte bildet die Verhaftung von Piero Maroncelli am 6. Oktober 1820, nachdem ihm ein kompromittierender Brief an seinen Bruder Francesco abgenommen worden war. Eine Woche später wurde auch Silvio Pellico verhaftet.
Die Untersuchung wurde von Ermittlern wie dem berühmten Antonio Salvotti durchgeführt.

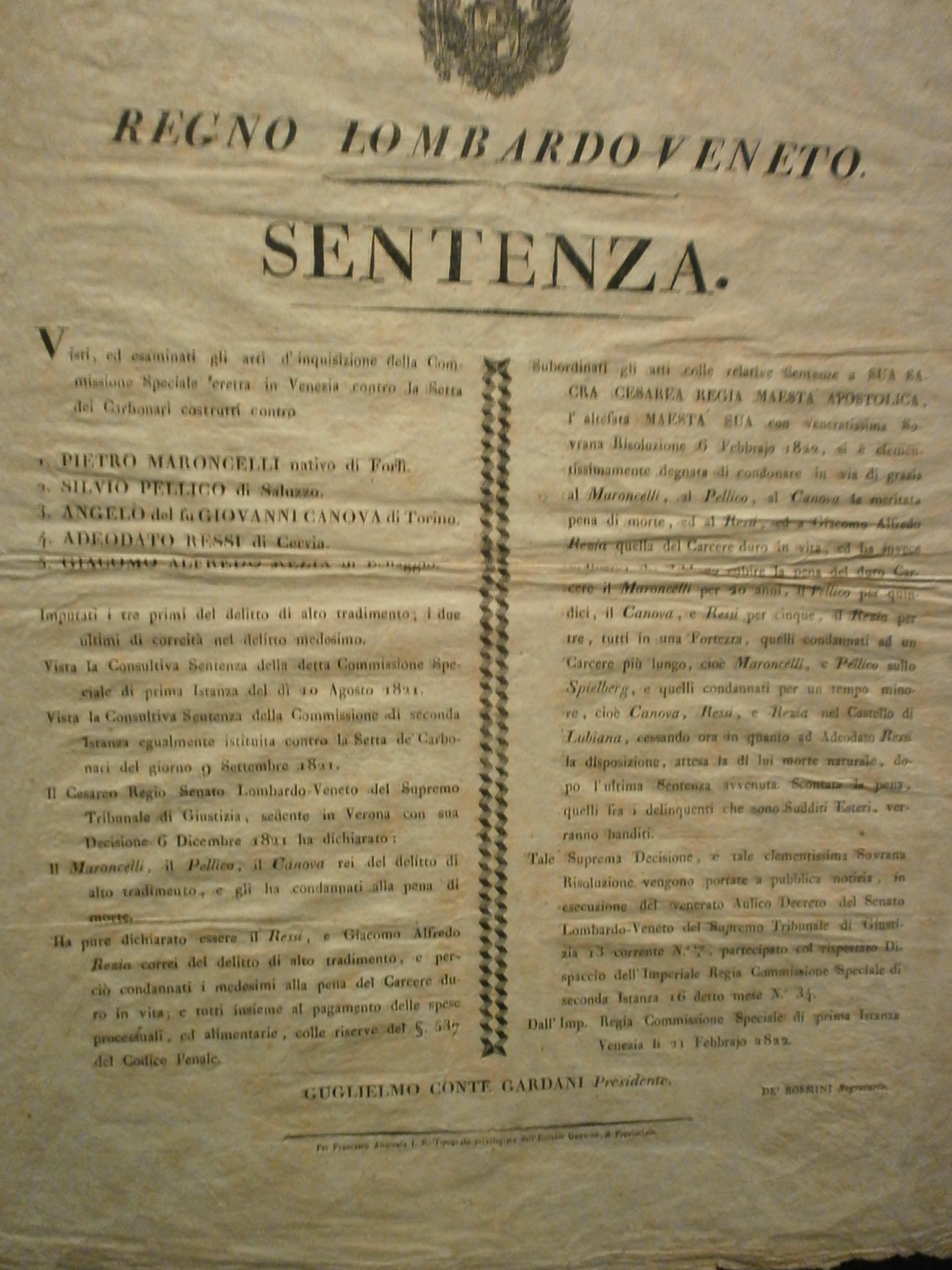
Urteil (Sentenza) zum Erlass der Todesstrafe für Silvio Pellico, Pietro Maroncelli und Angelo Canova sowie zu lebenslanger Haft für Giacomo Alfredo Rezia und Adeodato Ressi, 1822, Museo del Risorgimento in Mailand (Regno Lombardo-Veneto).

Das Urteil gegen
1. Piero Maroncelli, gebürtig aus Forlì;
2. Silvio Pellico aus Saluzzo;
3. Angelo del fu Giovanni Canova aus Turin;
4. Adeodato Ressi aus Cervia;
5. Giacomo Alfredo Rezia aus Bellagio,
„imputati i primi tre del delitto di alto tradimento, i due ultimi di correità nel delitto medesimo“ / "die ersten drei angeklagt des Verbrechens des Hochverrats, die letzten beiden der Beihilfe zu demselben Verbrechen", war sehr hart: Todesstrafe für die ersten drei, lebenslange Haft für die anderen, mit Zahlung der Kosten. Urteil vom 6. Dezember 1821.
Aber aufgrund der von Kaiser Franz I. von Österreich unterzeichneten Maßnahme (6. Februar 1822) wurden die Strafen wie folgt reduziert:
- Maroncelli, der offensichtlich als Hauptschuldiger angesehen wurde, wurde zu zwanzig Jahren Gefängnis verurteilt;
- für Pellico: harter Kerker für fünfzehn Jahre;
- für Canova und Ressi: harte Haft für fünf Jahre (Ressi war aber in der Zwischenzeit eines natürlichen Todes gestorben);
- für Rezia: drei Jahre lang hartes Gefängnis.

Als Haftorte wurden festgelegt: für Maroncelli und Pellico die Festung Spielberg (Špilberk) zu Brünn (Brno), für Ressi das Gefängnis auf der Insel San Michele von Murano in Venedig und für die anderen die Burg von Ljubljana (Laibach).

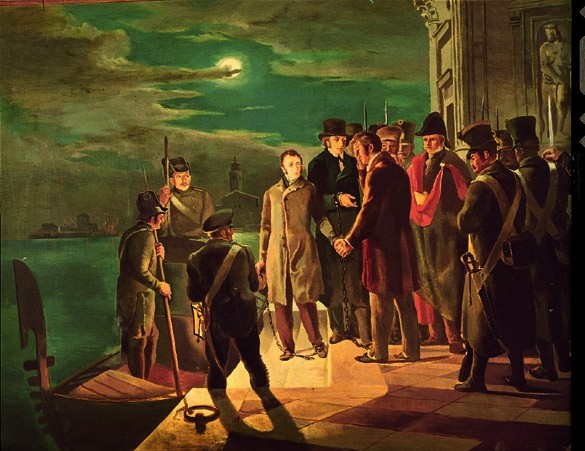
Silvio Pellico und Pietro Maroncelli beginnen nach ihrer Verurteilung ihre Reise von Venedig zum Spielberg (Carlo Felice Biscarra, Stadtmuseum Saluzzo)

## Chronologie
Am 6. Oktober 1820 erfolgte die Verhaftung von Piero Maroncelli und eine Woche später wurde auch Silvio Pellico verhaftet. Das beratende Urteil der Sonderkommission erster Instanz wurde am 9. September 1821 verkündet und galt ebenfalls für die Carbonari-Sekte (eingesetzte zweitinstanzliche Kommission). Am 6. Dezember 1821 erfolgte der Beschluss des Königlichen Senats von Lombardei-Venetien des Obersten Gerichtshofs mit Sitz in Verona. Das Urteil lautete: Todesstrafe für Maroncelli, Pellico und Canova wegen des Verbrechens des Hochverrats. Eine Begnadigung konnte am 6. Februar 1822 erwirkt werden und wurde am 13. Februar 1822 per gerichtlichem Dekret des Senats der Lombardei-Venetien des Obersten Gerichtshofs, Nr. 409, der Öffentlichkeit zur Kenntnis gegeben. Am 16. Februar 1822 kam dazu die Depesche der kaiserlich-königlichen Sonderkommission der zweiten Instanz, Nr. 34 und am 21. Februar 1822 in Venedig, kaiserlich-königlichen Sonderkommission der ersten Instanz.